# 内维尔·莫特
内维尔·弗朗西斯·莫特爵士，CH，FRS（英語：Sir Nevill Francis Mott，1905年9月30日—1996年8月8日），英国物理学家，1977年，因為對磁性和無序體系電子結構的基礎性理論研究，與菲利普·安德森、約翰·凡扶累克共同榮获诺贝尔物理学奖。

## 教育和早期生活
内维尔1905年出生于利兹，父母是查尔斯·弗朗西斯·莫特和莉莲·玛丽·雷诺兹，是约翰·理查森爵士的孙女，也是第一代从男爵约翰·亨利·佩利爵士的曾孙女。雷诺兹小姐是剑桥大学数学Tripos (Mathematical Tripos) 的毕业生，也是剑桥大学当年最好的女数学家。他的父母在卡文迪什实验室相识，当时两人都在 J·J·湯姆森的指导下从事物理研究。
内维尔首先在約克郡西瑞丁的吉格斯威克村长大，他的父亲是那里吉格斯威克学校 (Giggleswick School) 的高级科学教师。他的母亲还在学校教数学。由于他父亲的工作，全家首先搬到了斯塔福德郡，然后搬到了切斯特，最后搬到了利物浦，他的父亲被任命为那里的教育总监。莫特最初是在家里接受母亲教育的。十岁时，他开始在布里斯托尔的克利夫顿学院接受正规教育，随后在剑桥大学圣约翰学院学习，在那里他在拉爾夫·福勒 (RH Fowler) 的指导下学习了剑桥数学Tripos課程。

## 职业和研究
莫特于1929年被任命为曼彻斯特大学物理系讲师。他于1930年返回剑桥，担任劍橋大學岡維爾與凱斯學院的研究员和讲师，并于1933年转到布里斯托大学，担任理论物理学梅尔维尔·威尔斯教授。
1948年，他成为布里斯托尔的亨利·奥弗顿·威尔斯物理学教授和亨利·赫伯特·威尔斯物理实验室主任。 1954年，他被任命为剑桥大学卡文迪许物理学教授，一直担任该职位直至1971年。由于粒子加速器成本极高，计划中的粒子加速器被痛苦地取消，他在其中发挥了重要作用。 1959年至1966年，他还担任劍橋大學岡維爾與凱斯學院院长。
他的早期工作是对气体碰撞的理论分析，特别是电子与氢原子的自旋翻转碰撞，这将激发安德烈·布兰丁 (André Blandin) 和近藤淳的后续工作，研究传导电子之间的类似效应以及磁性在金属中。这种活动促使莫特写了两本书。第一本书是与Ian Sneddon共同编辑的，对量子力学进行了简单明了的描述，重点是实空间中的薛定谔方程。第二本书描述了气体中的原子和电子碰撞，使用哈特里-福克方法（Hartree–Fock method） 中电子态的旋转对称性。
但到了1930年代中期，莫特的兴趣已经扩大到包括固态，从而又出版了两本书，对二战前后该领域的发展产生了巨大影响。 1936年， 《金属和合金特性理论》 （与琼斯 H. Jones 合着）描述了一个简化的框架，该框架导致了快速进展。
第二次世界大战期间，莫特加入了雷达研究人员的“陆军小组”。他被任命负责获取陆军的GL Mk. II 雷达在工作时存在严重的校准问题，导致测量结果随着天线跟踪目标而发生变化。他通过设计围绕雷达构建的大型金属丝垫来解决这个问题，以提供非常平坦的参考平面。
战争期间，莫特研究了塑性变形在断裂裂纹进展中的作用。战后回到布里斯托尔时，他结识并聘用了弗雷德里克·查尔斯·弗兰克 (Frederick Charles Frank)，使他们两人在弗兰克·纳巴罗 (Frank Nabarro) 和艾伦·科特雷尔等人的帮助下，在位错研究方面取得了相当大的进展。布里斯托尔成为该主题的重要研究中心，尤其是在1940年代末。如果莫特只是在该领域做出了早期的、稍微次要的贡献，特别是在与纳巴罗的合金硬化方面以及在位错网络的拓扑结构上降低了晶体的表观弹性常数方面，那么毫无疑问，莫特的热情在这三个主要领域中发挥了作用。 FC Frank 在晶体生长和可塑性方面取得了进展，后来在剑桥，P. Hirsch 在薄膜电子显微镜方面取得了进展。
然而，与此同时，莫特对电子相关性 (Electronic correlation) 及其在維韦化合物 (Verwey's compounds)（例如氧化镍）中可能发挥的作用进行了很多思考，这些化合物可以在各种物理条件下从金属转变为非金属绝缘体 - 这被称为莫特转变。莫特絕緣體一词以及他引入的莫特多项式也是以他的名字命名的。

## 个人生活
莫特与露丝·埃莉诺·霍德结婚，育有两个女儿：伊丽莎白和爱丽丝。爱丽丝是一位教育家，曾与克劳斯·莫泽共事，并与数学家迈克·克拉平结婚，后者是开放大学的数学教授。内维尔·莫特退休后居住在米尔顿凯恩斯 (Milton Keynes)阿斯普利吉斯 (Aspley Guise)的克兰平斯 (Crampins) 附近，并于1996年8月8日去世于米尔顿凯恩斯，享年90岁。他的自传《科学人生》于 1986 年由泰勒与弗朗西斯 (Taylor & Francis) 出版。他的曾祖父是约翰·理查森爵士，北极探险家。

## 參閱
- 莫特問題
- 莫特絕緣體